# Titus Aurelius Fulvus Antoninus
Titus Aurelius Fulvus Antoninus (geboren am 31. August 161 in Lanuvium; gestorben 165) war das zehnte Kind Faustinas der Jüngeren und ihres Cousins und Ehemannes, des Kaisers Mark Aurel.
Antoninus war der Zwillingsbruder des späteren Kaisers Commodus. Da er den Namen Antoninus erhielt, wird er der ältere der beiden gewesen sein. Mark Aurel hatte dies bereits zuvor bei seinen ersten Zwillingssöhnen Titus Aurelius Antoninus und Titus Aelius Aurelius so gehandhabt. Als Antoninus auf die Welt kam, war sein Vater seit einigen Monaten Kaiser, es handelte sich also um eine Purpurgeburt – in Rom war das bisher nur bei Britannicus vorgekommen, der jedoch wie Antoninus nicht zur Herrschaft gelangte.
Laut der Historia Augusta fiel das Geburtshoroskop beider Zwillinge günstig aus, obwohl Faustina während der Schwangerschaft geträumt hatte, sie habe Schlangen das Leben geschenkt, von denen die eine unbändiger als die andere war. Anlässlich der Geburt wurde eine Münzemission geprägt, die auf der Vorderseite Faustina, auf der Rückseite die Zwillinge mit der Legende SAECULI FELICIT(AS) („Glückseligkeit des Zeitalters“) zeigen. Laut Herodian gab man Antoninus den Spitznamen Verissimus, „der Aufrichtigste“. Vom kurzen Leben des Antoninus – er starb mit vier Jahren – ist nicht viel bekannt. Lediglich in einem Brief Mark Aurels an seinen Lehrer Marcus Cornelius Fronto – wohl noch aus dem Jahr 161 – wird kurz mitgeteilt, „unser Hühnchen Antoninus hustete etwas sanfter“. In seinem Antwortschreiben gibt Fronto seiner Zuversicht Ausdruck, dass „unserem Hühnchen der Husten gelindert werden wird.“ pullus („Hühnchen“) war ein Kosewort unter sich nahestehenden Menschen.
Ob Antoninus nach seinem Tod divinisiert wurde, ist unsicher. Aus Thessaloniki sind 19 Inschriften bekannt, die erstmals für das Jahr 206/207 und letztmalig für das Jahr 269 den Kult für einen θεός Φοῦλβος theós Fúlvos und θεός Αὐρήλιος Φοῦλβος theós Aurḗlios Fúlvos, das heißt einen divus Fulvus, belegen. Ob der Empfänger dieses erweiterten Kaiserkultes mit dem vor dem Jahr 139 verstorbenen Sohn des Antoninus Pius, Marcus Aurelius Fulvus Antoninus, oder dem Sohn Mark Aurels zu verbinden ist, ist Gegenstand der Diskussion.
Nach dem Tod des Antoninus konzentrierte sich Mark Aurel auf die Ausbildung seines einzig verbliebenen Sohnes Commodus, der ab 177 Mitherrscher seines Vaters, nach dessen Tod im Jahr 180 Alleinherrscher Roms wurde.